# Leptonema nubestre
Leptonema nubestre là một loài Trichoptera trong họ Hydropsychidae. Chúng phân bố ở vùng Tân nhiệt đới.